# L’Alessandro
L’Alessandro ist eine Komödie von Alessandro Piccolomini in fünf Akten. Sie wurde Anfang 1544 abgefasst und sollte in der Karnevalszeit desselben Jahres uraufgeführt werden. Die früheste urkundlich bezeugte Aufführung fand in der Karnevalszeit 1545 in Bologna statt, im selben Jahr, in dem L’Alessandro erstmals als Buch veröffentlicht wurde.

## Inhalt

### Erster Prolog
Beim ersten Prolog handelt es sich um den Prolog, der bei der Erstaufführung vorgetragen wurde. Die Schauspiel- und Autorengruppe der Intronati hat sich offenbar von ihrem Publikum, das hauptsächlich aus Frauen besteht, entzweit, was daran liegt, dass Letztere sich an derben Späßen zu erfreuen begannen und die Komödien der Intronati nicht mehr zu schätzen wussten. Diese Geschmacksverirrung der Frauen habe Siena mit seinen (angeblich) besonders schönen und tugendhaften Frauen um den guten Ruf gebracht. Die Intronati hätten es sich deshalb zur Aufgabe gemacht dieser Tendenz Einhalt zu gebieten. Die Komödie sei dementsprechend nützlich (der Nutzen von Theaterstücken wurde auch in Trissinos La Sophonisba [1515] gepriesen). Die Väter sollten aus dem Stück beispielsweise die Lehre ziehen, ihren Söhnen gegenüber nachsichtig, die Söhne hingegen ihren Vätern gegenüber gehorsam und respektvoll zu sein; die Alten sich ihrer Habgier entledigen und sich in Höflichkeit gegenüber jungen Menschen üben. Die jungen Menschen wiederum sollten wegen ihrer Leidenschaften, insbesondere der Liebe nicht ihre Ehre und ihr Leben opfern; die Frauen sich mit Keuschheit und Höflichkeit schmücken. Wie in Machiavellis Mandragola (1518) und Pietro Aretinos erster Fassung von La Cortigiana (1524) wird eventueller Kritik einiger „Pedanten“ begegnet – nicht jedoch inhaltlich. Stattdessen wird versucht, die Kritiker aufgrund ihrer Heuchelei bloßzustellen. Offenbar wird in der sich nun zunehmend gegenreformatorischen Stimmung auf Komödiendichter erheblicher Druck ausgeübt, da Piccolomini den Schauspieler des Prologs gegen die Erbauung durch Gebete innerhalb der Komödie argumentieren lässt. Der Mensch sei im Gegensatz zu Engeln nun einmal aus Erde geschaffen und könne deshalb nicht sein ganzes Leben unentwegt in der Anschauung Gottes verbringen, ohne dadurch körperlich Schaden zu nehmen. Der Geist müsse sich von der Anschauung Gottes erholen. Komödien seien zu ebendieser Erholung bestens geeignet. Allein die Tatsache, dass sich unter dem Publikum mehrere Dutzend der potenziellen Kritiker der Komödie befänden und nicht, wie eigentlich zu erwarten wäre, in der Kirche ihrer Frömmigkeit nachgehen würden, bestätige dass es sich bei ihnen um Heuchler handele. Diese Heuchler hätten bei einigen Frauen großen Schaden angerichtet, da nun einige Frauen dazu übergegangen seien, die Intronati dafür zu tadeln, dass sie ihre Einkünfte nicht einem Ordensbruder spendeten. Auch an den Ordensbrüdern lässt der Prolog kein gutes Haar, zumal die Komödie als nützlicher gepriesen wird als deren „Gefasel“ der Predigt. Was für die Heuchler gelte, gelte auch für die Frömmlerinnen, die durch ihre Anwesenheit bewiesen hätten, wie ernst sie es mit der Ablehnung der Komödie meinten. Des Weiteren wird der Name der Komödie vorgestellt. Warum die Komödie nach einer Person benannt wird, die in ihr relativ selten auftritt, soll an anderer Stelle geklärt werden (was allerdings nicht geschieht). Die Komödie sei harmlos, allerdings komme in ihr die Liebe vor. Wem dies bereits zu viel sei, solle besser gehen. Dass sich in L’Alessandro die Handlung um die Liebe dreht, wird damit begründet, dass die Liebe eine der höchsten Gaben der Menschen sei und es die Menschen ohne sie längst nicht mehr gebe. Da die zum Gehen aufgeforderten blieben (sie könnten genauso gut auch gegangen sein – möglicherweise behält sich der Vortragende vor, die eine oder andere Passage der Situation anzupassen), gäben sie sich zusätzlich der Lächerlichkeit preis. Neben dem genannten entspringe der Komödie ein weiterer Nutzen, nämlich der, dass diese aufzeige, dass die Liebe nicht allen unter Jugendlichen und Alten möglich sei, sondern auch unter den Kindern, die diese mit der Muttermilch mitbekamen. Schließlich wird L’Alessandro zum besseren Verständnis der Handlung vorab zusammengefasst: Der Ort der Handlung sei Pisa. In Pisa befinde sich das Haus Vincezio Pisanos. In dessen Haus wohne neben seinem Sohn Cornelio ein gewisser Aloisio, der allerdings Frauengewänder trage und sich als Vincenzios Nichte Lampridia ausgebe. Lucrezia hingegen wohne unter dem Namen Fortunio bei einem gewissen Monsignor Flisco. Warum Aloisio und Lucrezia mit falscher Identität bei Vincenzio bzw. Fisco wohnten, solle erst im Laufe der Komödie beantwortet werden. Auf der Bühne stehe außerdem das Haus eines gewissen Gostanzo Naspis, dessen Tochter von Cornelio geliebt werde. Außerdem wird ein gewisser Kapitän vorgestellt. Der Vortragende des Prologs geht ab, um Vincenzio und einem nach Pisa berufenen Doktor aus Sizilien Platz zu machen.

### Zweiter Prolog
Der zweite Prolog folgt nicht, wie man zunächst vermuten möchte, dem ersten Prolog, sondern ersetzt diesen. Er wurde eigens für die zweite Aufführung von L’Alessandro abgefasst. Im Unterschied zum ersten Prolog wird hier begründet, warum sich dieser ausschließlich auf Frauen bezieht. Dies liege nicht daran, dass das Publikum überwiegend männlich sei, sondern weil ausschließlich die Frauen im Publikum angesprochen würden. Die zweite Aufführung erfolge nämlich auf Bitten der Frauen hin. Es ist des Weiteren von der Ungezügeltheit der jungen Hofmänner gegenüber den jungen Damen die Rede, die den Intronati missfalle, zumal dieses Verhalten im restlichen Publikum eine große Aufregung verursacht habe. Offenbar sollen die jungen Damen das ungestüme Verhalten der jungen Männer durch Liebesentzug bestrafen. Bei der neuen Aufführung sei die Kritik des Publikums berücksichtigt worden, allerdings habe man sich vorbehalten, allein vernünftiger Kritik zu folgen. „Pedantische“ Kritik sei hingegen ignoriert worden. Unter Pedanten werden unter anderem solche Kritiker verstanden, die Plautus nicht kennen. Außerdem wird der als Pedanten geschmähten Gruppe von Kritikern vorgehalten, sie könne das Wort „Komödie“ nicht einmal buchstabieren. Dabei sei die Komödie wichtiger als die Tragödie. Es werden zuvor einige der von Pedanten geäußerten Kritikpunkte wiedergegeben (sie sollen hier nicht im Einzelnen wiederholt werden). Paradoxerweise bedeutet das beanstandete Nichtvorhandensein der von den Kritikern aufgezählten Elemente (wie z. B. der Pedant) gewissermaßen eine Emanzipation des zuvor als Vorbild genannten Plautus. Außerdem distanziert sich der Vortragende des Prologs von Aretino. Statt sich auf Aretino (der damals wohl als Maßstab für gute Komödien galt) zu versteifen, sollten die Kritiker für rhetorisch und poetologische Belange besser bei einem gewissen Boezio in Lehre gehen (auch Callimaco aus Machiavellis Mandragola war bei einem gewissen Boezio bzw. Buezio in Lehre gegangen). Komödien seien ein Spiegel der Gesellschaft, in denen die allgemeinen Laster offenbar würden, was wiederum dazu diene, diese in Zukunft zu meiden. Dass manchen die Kritik der Komödie zu heftig sei, liege daran, dass einem die eigenen Laster dadurch unerträglich würden. Die beste Behandlung für große bzw. schwere Wunden sei jedoch eine möglichst schmerzhafte Behandlung. Menschen, die kein lasterhaftes Leben führten, hätten hingegen den Nutzen der Komödie sehr wohl erkannt. Ein weiterer Kritikpunkt bestehe darin, dass die Komödie mehrere Male aufgeführt werde (was damals wohl nicht üblich gewesen sein mag). Als Gegenargument wird Terenz angeführt, der im alten Rom seine Komödien mehrere Male aufführen musste, damit diese erst zur Geltung kamen. Wie im ersten Prolog wird zum Schluss zum besseren Verständnis der Handlung dieselbige zusammengefasst und das Bühnenbild erklärt, und der Vortragende macht – wie im ersten Prolog – Vincezio und einem nach Pisa berufenen Doktor aus Sizilien Platz.

### Erster Akt
Messer Fabrizio ist ein alter Studienfreund Vincenzios. Nun, da Messer Fabrizio nach Pisa berufen wurde, erhofft sich Vincenzio, dass dieser ihm dabei helfe, seinen einzigen Sohn, Cornelio, von seinem ausschweifenden Leben abzubringen. Cornelio, der einst als besonders fleißiger Student galt, hat sich in eine Frau verliebt, vernachlässigt seitdem sein Studium und widmet sich den Freuden des Lebens. Fabrizio schlägt Vincenzio vor seinen Sohn mit der bzw. einer Frau zu verheiraten, damit dieser wieder zur Ruhe komme. Vicenzio entgegnet ihm, er habe versucht, seinen Sohn mit der Tochter eines gewissen Gostanzo zu verheiraten, Gostanzo jedoch wolle nichts davon wissen. Da Vincenzo sich über das Los seines Sohnes beklagt, erzählt ihm Fabrizio die Geschichte seiner Tochter Lucrezia. Fabrizio sei 1533 aus Gründen, die nicht näher genannt werden (wohl, weil das Wissen darum beim Publikum vorausgesetzt wird), aus Sizilien vertrieben bzw. verbannt worden. Seine Tochter Lucrezia habe er seinem Bruder anvertraut. 1537 habe in Sizilien ein Aufstand stattgefunden, an dem sich der Bruder Fabrizios beteiligt habe. Nach der Niederschlagung des Aufstands, habe der Bruder zusammen mit der Tochter Fabrizios Sizilien verlassen müssen. Seitdem habe Fabrizio keine Nachricht von den beiden. Am Ende des Gesprächs erblicken beide Gostanzo. Von Gostanzo erfährt Vincezio, dass er sich mit seinen 65 Jahren wieder verliebt habe – in die Frau des Capitano Malagigis. Im Laufe der Unterhaltung bittet Vincenzio Gostanzo Lucilla mit Cornelio zu verheiraten. Gostanzo lehnt ab. Indessen begibt sich Lampridia mit ihrer Dienerin Niccoletta zu einer Nonne, die Neuigkeiten aus Sizilien haben soll. Seit sieben Jahren lebe Lampridia als Frau verkleidet bei Vincenzio. Auf dem Weg zur Nonne erzählt Lampridia Niccoletta ihre Lebensgeschichte. Der Vater Lampridias sei ein Rebell gewesen und habe Sizilien verlassen müssen. Lampridia sei zu ihrem Schutz als Frau verkleidet worden. Als Lampridias Vater in Frankreich gestorben sei, habe dieser Lampridia in die Obhut eines gewissen Bellisario gegeben. Bellisario habe zwar gewusst, dass Lampridia in Wirklichkeit ein Mann sei, habe jedoch darauf verzichtet, Vincenzio Lampridias wahre Identität zu verraten. Lampridia erinnert sich wehmütig an ihre bzw. seine Geliebte Lucrezia, die sie bzw. er in Frankreich habe zurücklassen müssen. Nun mache ein gewisser Fortunio, ein Fremder, Lampridia den Hof. Lampridia flirte gerne mit ihm, da Fortunio ihrer bzw. seiner Lucrezia etwas ähnele. Cornelio wiederum, lässt einen gewissen Querciuola zwischen ihm und seiner Angebeteten vermitteln – jedoch zunächst ohne Erfolg. Als Cornelio Lucilla ein Geschenk übergeben lässt, ist ihre Reaktion jedoch überaus positiv. Sie bekundet in einem Brief Interesse an einen Besuch Cornelios. Allerdings müsse Cornelio dafür sorgen, dass ihr Vater sich außer Haus befinde und anschließend von der Hinterseite des Hauses kommen, wo er mit einer Leiter unbeobachtet zum Fenstergitter ihres Zimmers hochklettern könne. Gostanzo abzulenken ist Querciuola ein Leichtes, da er zudem zwischen Gostanzo und dessen Angebeteter vermittelt. Indessen wird Cornelio eine Strickleiter besorgen und sich mit Alessandro beraten. Zur gleichen Zeit begibt sich Capitano Malagigi mit seinem Diener Fagiuolo wiederum zum Herzog, zu dem er zum Mittagessen eingeladen worden ist.

### Zweiter Akt
Fortunio weiß nicht, dass Lampridia in Wirklichkeit ihr geliebter Aloisio ist. Sie hat Gewissensbisse, weil sie glaubt, sich in eine Frau verliebt zu haben, aber auch, weil sie glaubt, durch ihre Liebe Aloisio Unrecht zu tun. Sowohl Aloiso als auch Lucrezia/Fortunio kommen aus derselben Stadt in Sizilien. Aloisio musste aufgrund der Teilnahme an einem Aufstand nach dessen Niederschlagung zusammen mit seinem Vater dieselbige verlassen. Fortunio wurde seinerseits von seinem Onkel in Männertracht von der Insel geschafft. Anschließend gerieten beide in die Gewalt türkischer Piraten. Fortunio hat sich in Lampridia verliebt, da Lampridia ihrem Aloisio sehr ähnlich sieht. Die Dienerin Lampridias vermittelt zwischen ihrer Herrin und Fortunio. Da bisher alle Versuche gescheitert sind, Lampridia Fortunio geneigt zu machen, möchte Niccoletta einen letzten Versuch starten, Lampridia doch noch zu erweichen. Sie geht davon aus, dass Lampridia zu der Sorte Frau gehört, die erst dann in eine Liebesbeziehung einwilligt, wenn man sie ungefragt berührt. Zu diesem Zweck möchte sie Fortunio des Nachts heimlich in Lampridias Zimmer bringen. Dort solle Fortuno diese dann im Schlaf vergewaltigen. Fortunio fordert von Niccoletta Bedenkzeit. Während der Kapitän Malagigi mit dem Herzog (oder in Wirklichkeit mit dessen Kellermeister?) speist, unterhalten sich Fagiuolo mit Ruzza, einem Diener Gostanzos. Fagiuolo verrät Ruzza, dass er eine Affäre mit Brigida, der Frau seines Herrn habe. Ruzza verrät Fagiuolo daraufhin, dass Gostanzo unsterblich in dieselbe Frau verliebt sei. Ruzza und Fagiuola unterhalten sich noch eine Weile als schließlich Querciuola hinzukommt. Von Fagiuolo erfährt Querciuola, dass Malgigi und der Herzog nach Lucca reiten werden. Querciuola gibt diese Neuigkeit an Gostanzo weiter. Während Malagigi unterwegs sei, solle Gostanzo sich als Schlosser verkleidet zu Brigida begeben, um keinen Verdacht zu erregen und sich von dieser von ihrem Fenster aus (wie mit Querciuola abgesprochen) zu sich rufen lassen. Indessen hat Lampridia/Aloisio von der Nonne aus Sizilien erfahren, dass sie bald weder ihre Identität preisgeben könne, denn ihre Häscher seien ermordet und der Haftbefehl gegen ihre Familie aufgehoben worden. Ihre wahre Identität werde sie daher in zwei oder drei Tagen preisgeben. Von Querciola erfährt Cornelio, dass Gostanzo, da Malagigi nach Lucca unterwegs ist, sich als Schlosser verkleidet in Malagigis Haus schmuggeln wird, um sich mit dessen Frau zu vergnügen. Querciuola hat vor, Malagigis Haustür hinter Gostanzo abzuriegeln und wenn dieser im Zimmer Brigidas nach ihr suche, Gostanzo dort einzusperren. Über einen Balkon werde Brigida in das Haus einer Nachbarin klettern und den ganzen Tag dort verbringen. Wenn sie Gostanzo wieder aufschlössen, würden sie ihm erzählen, dass dies allein zu seinem Schutz geschehen sei, da sich ein Bruder Brigidas unverhofft eingefunden habe und sie verhindern wollten, dass dieser beide im Hause auf frischer Tat ertappe. Nach dem Gespräch geht Querciuola ab, um Gostanzo als Schlosser zu verkleiden. Cornelio solle sein Haus nicht verlassen, damit er ihm Bescheid geben könne, wenn sie Gostanzo in Malagigis Haus eingesperrt hätten.

### Dritter Akt
Nachdem Querciuola Gostanzo als Schlosser verkleidet hat, läuft alles zunächst nach Plan: Gostanzo bietet lauthals seine Diente als Schlosser an, wird von Brigida ins Haus gerufen und von Querciuola eingesperrt. Querciuola begibt sich daraufhin zu Cornelio und Alessandro, der bei ihm ist, um diesen Bescheid zu sagen, dass die Luft rein sei. Der im Haus von Brigida eingesperrte Gostanzo begibt sich indessen auf die Suche nach Brigida. Hinter dem Haus Gostanzos hält Alessandro zwar die Leiter zum Fenster Lucillas, ermahnt allerdings Cornelio, es sich anders zu überlegen. Doch all die „klugen“ Worte nützen nichts. Cornelio bleibt bei seinem Entschluss. Mit der Fürsprache Alessandros gelingt es Cornelio Lucilla zu überreden, ihn ins Haus zu lassen, damit sie persönlich miteinander reden könnten, ohne durch ein Fenstergitter voneinander getrennt zu sein. Die Jagd, auf die der Kapitän Malagigi zusammen mit dem Herzog gehen wollte, ist indessen abgeblasen worden. Malagigi befindet sich zusammen mit seinem Diener auf dem Heimweg und stellt schließlich fest, dass die Tür zu seinem Haus verriegelt ist. Er entriegelt die Tür und betritt sein Haus mit dem Verdacht, seine Frau führe Unlauteres im Schilde. Querciuola ist zugegen, bemerkt dies und fürchtet, dass Gostanzo sich in Gefahr befindet. Gostanzo hat Glück, dass er von Malagigi nicht erkannt wurde und begibt sich, nachdem er eine verbale Abreibung bekommen hat nach Hause.

### Vierter Akt
Inzwischen hat Gostanzo in sein Arbeitszimmer durch einen Spalt in der Wand gesehen, wie sich Lucilla und ein Mann sich fest umarmen. Er ist darüber empört zumal er Lucilla einem gewissen Lonardo versprochen hat, der sich nun seit zwei Monaten in Rom befindet. Trotz aller Ermahnungen lässt er die Liebenden in ihr Zimmer sperren und begibt sich zum Herzog, um beide anzuzeigen. Als Querciuola, der alle Ereignisse aufmerksam mitverfolgt von Gostanzos Gang zum Herzog erfährt, begibt er sich zunächst zu Vincenzio, damit dieser Gostanzo Einhalt gebiete. Messer Fabrizio, der aus Sizilien nach Pisa berufene Gelehrte erkennt nach einem Gelehrtendisput seinen Landsmann Messer Lucrezio auf der Straße wieder. Lucrezio befindet sich auf der Suche nach Aloisio und ist nun dabei, diese aufzugeben (ähnlich wie die Suche Sitons nach Nina in Ruzantes La Piovana [1533]) und nach Sizilien heimzukehren. Durch das Gespräch der beiden geht hervor, dass Fabrizio der Vater Fortunios d. h. Lucrezias ist. Er hatte 1537 nach dem besagten Aufstand seine Tochter seinem Bruder Lodovico anvertraut und seitdem nichts Neues von ihnen gehört. Lucrezio wiederum ist der Onkel Aloisios bzw. Lampridias. Lucrezios Bruder Francesco sowie dessen Sohn Aloisio wurden der Rädelsführerschaft beschuldigt und mussten folglich Sizilien verlassen. Lucrezio weiß, dass Aloisio Sizilien in Frauengewändern verlassen hat, um unerkannt zu bleiben. Er weiß auch, dass Francesco in Frankreich gestorben ist. Seitdem hat er jedoch keine Neuigkeiten von Aloisio, der nunmehr der einzige überlebende Verwandte Lucrezios ist, weshalb er auch der alleinige Erbe des gesamten Familienbesitzes sein wird. Querciuola hat in der Zwischenzeit Cornelio irgendwie aus Gostanzos Haus befreien können. Zwischen Cornelio und Lucilla ist es zu keinem Geschlechtsverkehr gekommen, weil Lucilla nicht wollte und Cornelio dies respektierte. Aus dem Gespräch zwischen Cornelio und Querciuola geht außerdem hervor, dass Lucilla nicht mit Lonardo verheiratet ist. Diesem hat Gostanzo lediglich das Versprechen gegeben, Lucilla ehelichen zu dürfen (das ital. Wort maritare ist (bewusst) missverständlich, da es sowohl „heiraten“ als auch „verheiraten“ im Sinne von „das Eheversprechen geben“ bedeuten kann. Hier wird die Missverständlichkeit im Sinne von „das Eheversprechen geben“ aufgelöst). Lucilla habe der Ehe nicht zugestimmt. Brigida, die sich im Haus einer ihrer Nachbarn befindet, um auf diese Weise ihren Beitrag zum Streich gegen Gostanzo leisten zu können, soll nun Cornelio und Lucilla aus der Patsche helfen. Sie soll sich als Mann verkleidet über die Liter in das Zimmer Lucillas begeben und auf diese Weise Gostanzo der Lächerlichkeit preisgeben. Ihre Verkleidung als Mann solle Brigida damit begründen, dass sie Gostanzo des Nachts in seinem Bett überfallen wolle. Da Gostanzo nicht besonders klug und unsterblich in sie verliebt sei, werde er ihr alles abnehmen. Fortunio, d. h. Lucrezia hat sich, wie von Niccoletta geheißen inzwischen des Nachts in das Schlafgemach Lampridias (d. h. Aloisios) geschlichen und diese, während sie sich im Schlaf befand liebkost. Dabei habe sie festgestellt, dass Lampridia in Wirklichkeit ein Mann sei. Szenenwechsel: Der Kapitän Malgigi und sein Diener Fagiuolo sind auf der Suche nach Brigida, da sich Malagigi für ihr vermeintliches Vergehen (Malagigi unterstellt seiner Frau eine heimliche Affäre mit dem Schlosser) an ihr rächen möchte.

### Fünfter Akt

#### Szene 1–3
Von Vincenzio erfährt Gostanzo, dass dessen Sohn Cornelio derjenige ist, der seine Adoptivtochter „geschändet“ hat. Egal, wie eindringlich Vincenzio Gostanzo auch beschwört, keiner Rache zu üben – Gostanzo lässt sich nicht erweichen. Indessen ist es Querciuola gelungen, Brigida in Lucillas Zimmer hinein- und Cornelio herauszuschleusen. Cornelio befindet sich daraufhin zur Verwunderung Gostanzos und Vincenzos bei Alessandro. Gostanzo verärgert den Herzog, da sich in dem Zimmer Lucillas nicht ein Mann, sondern die als Mann verkleidete Brigida befand. Da sich Lucilla gegenüber Cornelio unerwartet keusch und tugendhaft verhalten hat, möchte dieser seine Angebetete heiraten und drängt auf Vincenzio, sich für ihn einzusetzen. Vincenzio jedoch weigert sich, da er die Verliebtheit seines Sohnes für eine Grille hält und er sich durch Gostanzos Unnachgiebigkeit ihm gegenüber geschmäht fühlt. Der Kapitän Malagigi und sein Diener Fagiuolo befinden sich währenddessen immer noch auf der Suche nach Brigida. Von einem kleinen Jungen erfahren sie, dass Brigida sich bei einer Frau namens Piera aufgehalten habe und schließlich in Männergewändern von einem Unbekannten in Ruzzas Haus gebracht worden sei, um sie dort in ein Zimmer zu sperren. Dem Jungen heißt Malagigi zwei Männer bewaffnet zum Hause Gostanzos zu rufen. Als Malagigi und Fagiuolo vor dem Hause Gostanzos befinden und sich sowohl Gostanzo als auch Ruzza sich durch die Drohungen Malagigis nicht einschüchtern lassen, sondern ihm und seinem Diener gegenüber geradezu aggressiv auftreten, verzagen die Erstgenannten und machen kehrt. Wieder zuhause, möchte Malagigi seinen Zorn bei seiner ebenfalls wieder heimgekehrten Frau ablassen, die sich jedoch herausreden kann. Brigida tut zudem so, als wüsste sie nichts von dem „Schlosser“, der in ihrem Haus eingesperrt gewesen sein soll und vermutet, der Schlosser sei in Wirklichkeit ein Dieb gewesen. Es gelingt ihr außerdem zu leugnen, dass sie sich als Mann verkleidet habe, indem sie Malagigi vor Augen führt, dass er in seinem Wahn eher bereit sei, einem nicht einmal Zehnjährigen eher zu glauben als ihr. Der kleine Junge selbst, der von Brigida hinzugezogen wird, kann sich zu ihrem Glück nicht genau an sie erinnern.

#### Szene 4–5
Indessen hat Gostanzo erfahren, dass Lonardo, dem er seine Lucilla versprochen hatte, in Rom zum Bischof geweiht worden ist und nun kein Interesse daran hat, sie zu ehelichen. Als Gostanzo Vincenzo vorschlägt, seine Lucilla nun doch noch mit Cornelio zu verheiraten, legt Vincenzio jeden Groll, den er durch die erlittene Schmach gegen Gostanzo hegte, beiseite und schließt eine Art Ehevertrag. Anschließend erfährt Vincenzio von Cornelio, dass er Lampridia zusammen mit Fortunio erwischt und beide in Lampridias Zimmer eingesperrt habe. Als Vincenzio Fortunio zur Rechenschaft zieht, relativiert er seine Tat, indem er Lampridias wahre geschlechtliche Identität preisgibt. Daraufhin lässt Vincenzio Lampridia herbeiholen. Sozusagen als seelischen Beistand zieht Vincenzio Fabrizio hinzu. Da Fabrizio zusammen mit Lucrezio angetroffen wurde, ist auch Lucrezio mit von der Partie. Lampridia/Aloisio leugnet ihre/seine wahre geschlechtliche Identität nicht. Lampridia, d. h. Aloisio, begründet die Aufrechterhaltung seiner fingierten Identität mit der Gefahr, die er aufgrund des Haftbefehls gegen ihn gelaufen sei, und mit dem Gehorsam gegenüber dem Gebot Belissarios, sich erst dann zu erkennen zu geben, wenn sich die Lage in Sizilien wieder beruhigt habe. Da Fortunio, d. h. Lucrezia, aufgrund der vorgetragenen Lebensgeschichte Aloisios nun ihren Geliebten wiedererkennt, beginnt Lucrezio zu ahnen, dass es sich bei Aloisio um den Neffen handelt, nach dem er so lange gesucht hat. Aloisio ist trotz des Wiedersehens mit seinem Verwandten betrübt, da er schon als Kind unsterblich in ein Mädchen namens Lucrezia verliebt war und glaubt, diese nie wiedersehen zu können. Dies ist für Fortunio Anlass genug, um sich als Lucrezia zu erkennen zu geben – auch zur Freude Fabrizios, der in ihr schließlich seine Tochter wiedererkennt. Lucrezia bittet ihren Vater, Aloisio heiraten zu dürfen. Fabrizio ist einverstanden. Vincenzio lädt angesichts dieser freudigen Wiedererkennungsszene alle Anwesenden zu sich nach Hause ein. Als alle das Haus Vincenzios betreten haben, spricht Querciuola zum Publikum. Dieses wird geheißen heimzugehen, da die Hochzeit in Vincenzios Haus stattfinden werde. Sollte eine der Frauen im Publikum heiraten wollen, werde sie unter den Hochzeitsgästen den passenden Ehemann finden (da Schauspieler am Hof i. d. R. Edelmänner waren und daher für die Edelfrauen im Publikum z. T. eine gute Partie gewesen sein dürften). Sollten die Frauen im Publikum nicht heiratswillig sein, so sollten diese zumindest ein erkennbares Zeichen der Freude geben.

## Personen
- Vincenzio, alter Mann aus Pisa
- Cornelio, verliebter Jüngling, Sohn Vincenzios
- Querciuola, Diener Cornelios
- Furbetto, Bursche Vincenzios
- Lampridia, d. h. Aloisio, vermeintliche Tochter Vincenzios
- Niccoletta, Magd Lampridias
- Fortunio, d. h. Lucrezia, Aloisios Angebetete
- Messer Fabrizio (Herr Fabrizio), Rechtsgelehrter
- Messer Lucrezio (Herr Lucrezio), Sizilianer
- Gostanzo Naspi, alter, verliebter Mann aus Pisa
- Ruzza, Diener Gostanzos
- Lucilla, Tochter Gostanzos und Angebetete Cornelios
- Capitan Malagigi
- Fagiuolo, Diener Malagigis
- Brachetto, Bursche Malagigis
- Angela, Kupplerin
- Brigida, Frau Malagigis
- Alessandro, Freund Cornelios

## Literarische Einflüsse

### Literarische Vorbilder
- die Komödien Terenz’ und Plautus’
- anonyme Fabliaus
- Boccaccios Decamerone (~1349–1353)
- das Pecorone (~1378)
- Masuccio Salernitanos Novellino (1476)
- Ariosts I Suppositi (1509)
- Bibbienas La Calandria (1513)
- die Komödie Gli Ingannati (1531, anonymer Verfasser)
- Ludovico Dolces Il ragazzo (1541)
- Pietro Aretinos La Talanta (1542)

### VonL’Alessandrobeeinflusste literarische Werke
- Scipione Ammiratos I Trasformati (1563)
- Odet de Turnèbes Les Contents (1580)
- Antonio Francesco Grazzinis I Parentadi, La Pinzochera (beide Erstdruck 1582)
- Vincenzo Giustis Il Fortunio (1593)
- George Chapmans May-Day (1611)

## Weitere Informationen
- Szene eins des ersten Aktes, in der Vincenzio, angesichts des vermeintlich ausschweifenden Lebens seines Sohnes den guten alten Zeiten nachtrauert und in der ihm Messer Fabrizio entgegnet, nicht die Welt ändere sich, sondern die Menschen nähmen die Welt je nach Alter unterschiedlich wahr, erinnert an das 1. bis 3. Kapitel des ersten Buches von Baldassare Castigliones Libro del Cortegiano (1528)
- Die Figur des törichten verliebten Alten (wie Gostanzo) kommt auch in anderen Renaissance-Komödien vor: z. B. Calandro in Bibbienas La Calandria oder Messer Nicia in Machiavellis Mandragola
- Der sich mit Heldentaten brüstende, in Wirklichkeit aber feige einstige Heeresführer Capitan Malagigi erinnert an den Capitan Tinca in Aretinos La Talanta; das Motiv des Schwertes, das etliche legendäre Besitzer hatte und durch die Geschichte des Schwertes Fagiuolos konterkariert wird (Szene sechs des vierten Aktes in L’Alessandro), ist eine Parodie auf die legendären Schwerter in Ritterepen und -romanen, wie z. B. auf das Schwert Durindana in Ariosts Orlando furioso (1516/32)
- Das Motiv der Geschlechterverwirrung ist in Bibbienas La Calandria vorherrschend und spielt in Aretinos La Talanta (1542) eine wichtige Rolle (vgl. hierzu auch die Strophen 19–70 des 25. Gesangs sowie die Strophen 97–108 des 32. Gesangs des Orlando furioso), allerdings ist L’Alessandro eine der ersten neuzeitlichen Komödien, in denen eine Person sich affirmativ auf Homosexualität bezieht – andererseits zugleich eine der wenigen Komödien des 16. Jahrhunderts, in denen die platonische Liebe obsiegt und damit von altrömischen Vorbildern wie Terenz und Plautus abweicht
- Die dem Schlosser innewohnende Schlüssel-Schloss-Metapher ist möglicherweise Bibbienas La Calandria (dritter Akt, Szene zehn) entlehnt, sowie das Motiv des Spruchs, mit dem der Schlosser seine Ware feilbieten soll, dem des Zauberspruchs desselben Theaterstücks von Bibbiena (zweiter Akt, Szene sechs)

### Textausgaben
- Alessandro Piccolomini: L’Alessandro (1966). Siena: Accademia Senese degli Intronati